# Glyptorhagada wilkawillina
Glyptorhagada wilkawillina är en snäckart som beskrevs av Alan Solem 1992. Glyptorhagada wilkawillina ingår i släktet Glyptorhagada och familjen Camaenidae.

## Underarter
Arten delas in i följande underarter:
- G. w. wilkawillina
- G. w. umbilicata